# CDE Escuela de Baloncesto Alcarreña
El Club Deportivo Elemental Escuela de Baloncesto Alcarreña, conocido también por las siglas CEBA o CDEBA, fue un club de baloncesto español con sede en la ciudad de Guadalajara.
Aunque centrado en la formación del deporte base, tuvo un equipo que compitió en la LEB Plata bajo el nombre de CEBA Guadalajara Ciudad de Congresos por motivos de patrocinio. Disputaba sus partidos en el polideportivo San José, con capacidad para 1000 espectadores, aproximadamente.